# Oleguer Juli i Bordes
Oleguer Juli i Bordes   ( - 1766)  va ser un mestre de cases català.

## Biografia
Era fill del també mestre de cases Josep Juli i Vinyals, a qui va succeir quan va morir en el càrrec de mestre d'obres municipal de la ciutat de Barcelona, des del 1761 i, a més, també va ser mestre de cases del bisbe i del capítol de la catedral de Barcelona des del 1764, càrrec que també havia ostentat el seu pare; ambdós els va exercir fins a la seva mort el 1766.
De la seva obra, destaca l'amidament de totes les façanes de Barcelona entre 1757 i 1758.  D'altra banda, va ser soci de la campanya adjudicatària de la construcció del Castell de Figueres, on hi havia també altres mestres d'obres destacats de l'època.